# Polyommatus arionoides
Polyommatus arionoides är en fjärilsart som beskrevs av Tutt 1914. Polyommatus arionoides ingår i släktet Polyommatus och familjen juvelvingar. Inga underarter finns listade i Catalogue of Life.